# Iacobeni (Suceava)
Iacobeni (deutsch Jakobeny) ist eine aus den beiden Dörfern Mestecăniș und Iacobeni bestehende Gemeinde im rumänischen Kreis Suceava in der historischen Landschaft Bukowina mit der Kreishauptstadt Suceava. Iacobeni ist auch die älteste deutsche Kolonie in der Bukowina.

## Geschichte
Nach der österreichischen Einnahme der Bukowina wurde eine geologische Expedition aus Wien geschickt, die Kupfer- und Eisenerz in Iacobeni gefunden hatte. 1784 kamen die ersten 30 Zipserfamilien aus der Umgebung von Käsmark und Leutschau in einem militärischen Transport. 1802 kamen zusätzlichen 40 Familien.
Im Jahr 1796 wurde eine evangelische Filialgemeinde von Milleschoutz in Jakobeny gegründet, die 1853 selbständig wurde. Die Eingewanderten waren meistens Eisen- und Kupferwerksarbeiter, die aus Söllnitz und Einsiedel in Oberungarn kamen. 1875 gab es um 1200 Protestanten in Jakobeny, außerdem um 800 in den eingepfarrten Ortschaften (Pozoritta mit Louisenthal, Eisenau, Freudenthal, Kirlibaba und Dorna). Im Dorf gab es eine evangelische Volksschule mit einer Klasse, eine neue staatliche Kirche mit Thurm, Glocken und Harmonium, am 18. Oktober 1874 eingeweiht.
Noch im Jahr 1930 machten die Bukowinadeutschen 3/4 der Bewohner von Iacobeni und die Lutheraner über 50 % aus. Nach dem Zweiten Weltkrieg emigrierte ein wesentlicher Teil der deutschen Bevölkerung nach Deutschland.

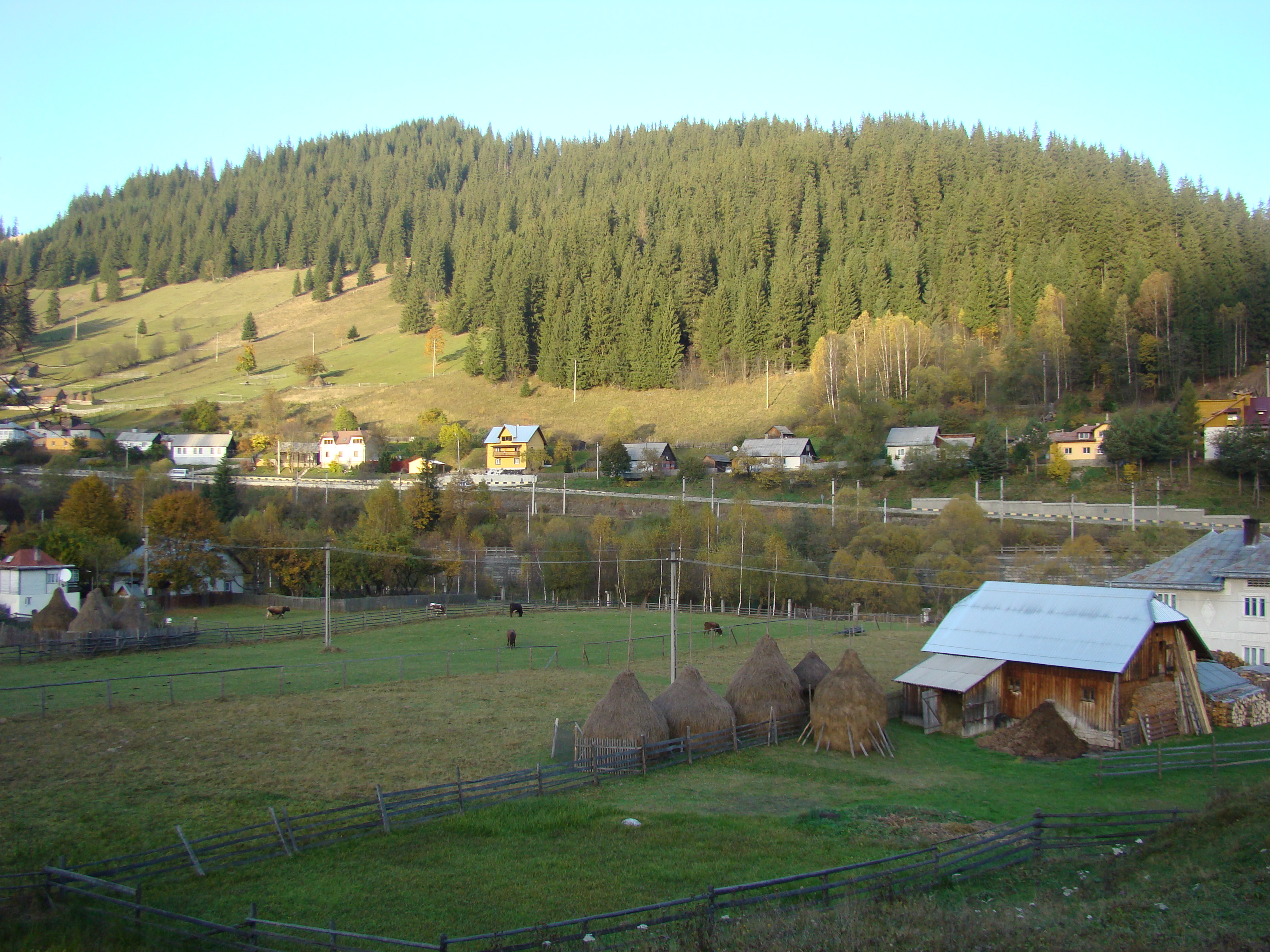
Blick auf Iacobeni
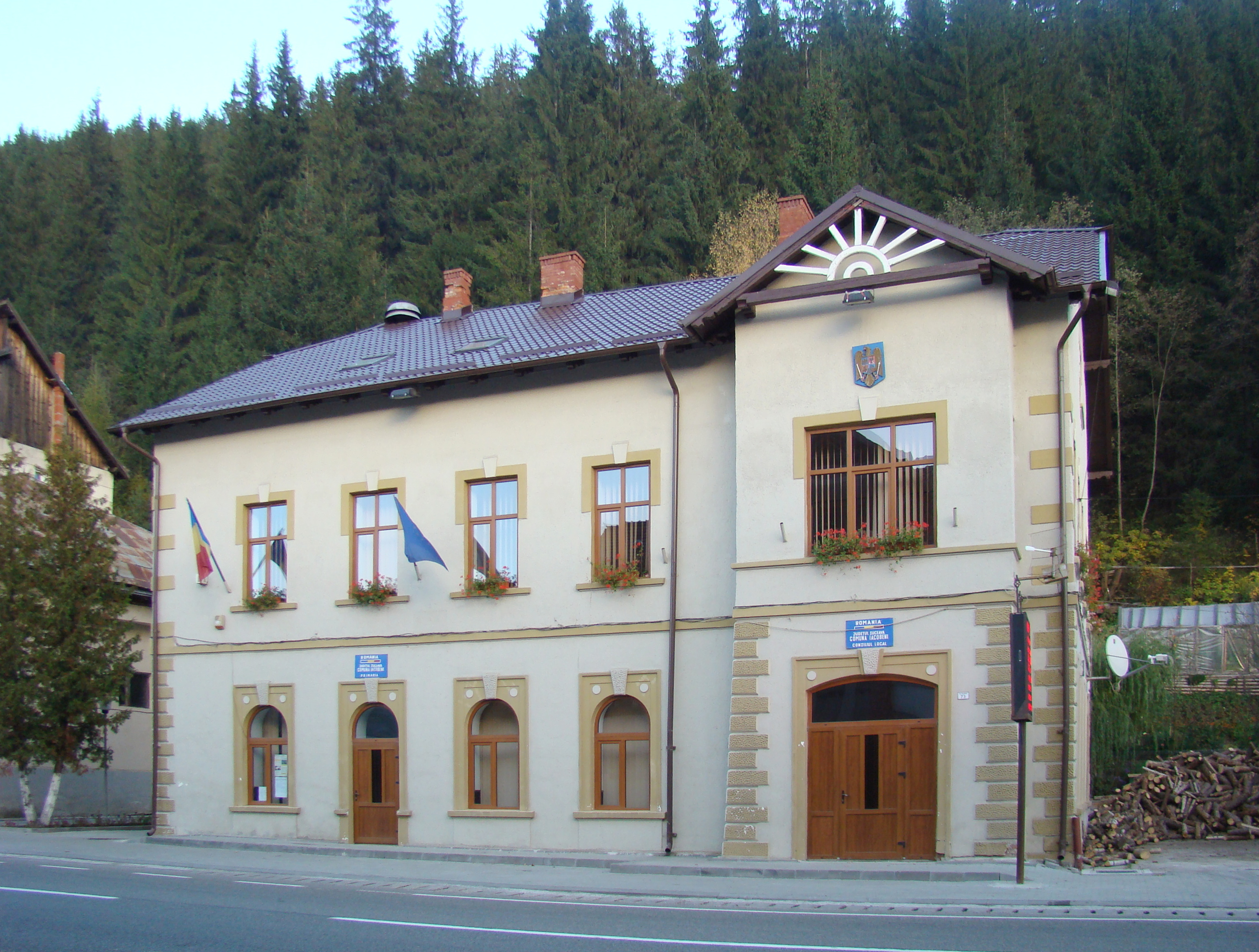
Rathaus
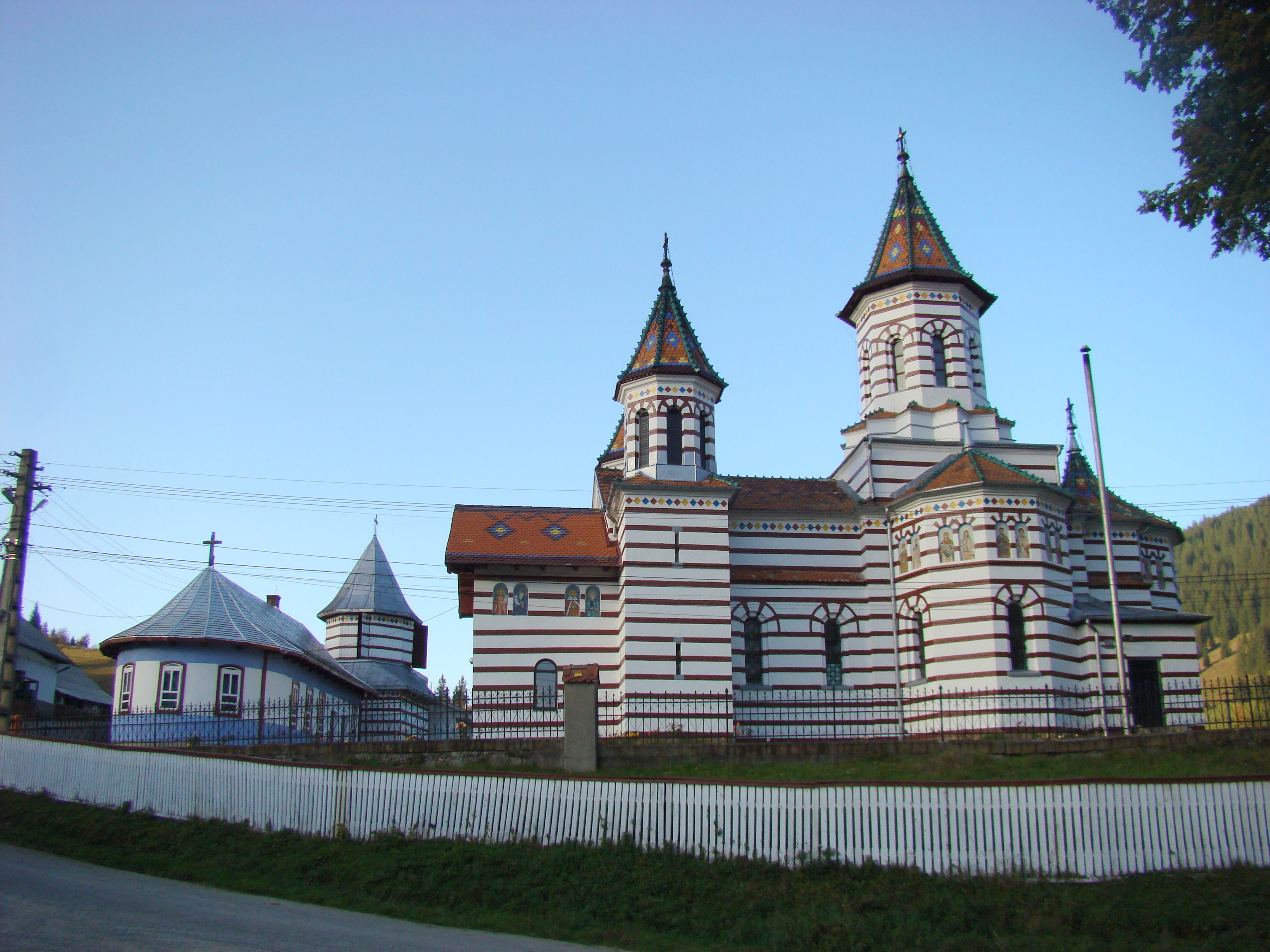
Orthodoxe Kirche
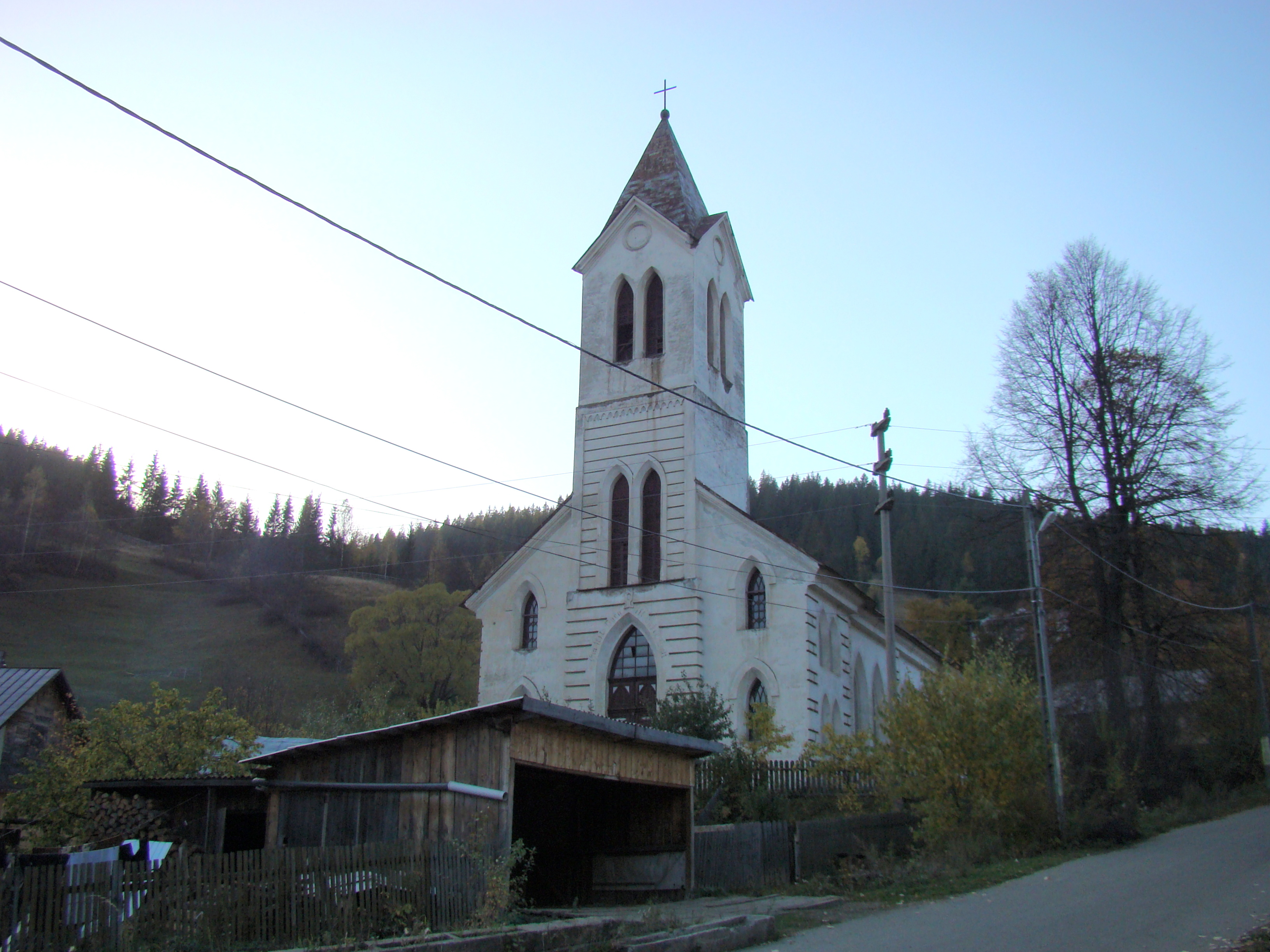
Ehemalige lutherische Kirche